# Piaggio
Piaggio & C. SpA é uma companhia italiana de fabricação de veículos que produz uma série de veículos de duas rodas e veículos comerciais compactos sob 7 marcas: Piaggio, Vespa, Gilera, Aprilia, Moto Guzzi, Derbi e Scarabeo. A matriz central da companhia é localizada em Pontedera, Itália. A empresa foi fundada por Rinaldo Piaggio em 1884, inicialmente produzindo locomotivas e vagões de trem.
As subsidiárias da Piaggio empregam cerca de 7 000 trabalhadores e produziu um total de 519 700 veículos em 2014. A companhia tem 6 centrais de pesquisa e desenvolvimento e opera em mais de 50 países.

## História
Em 1882, Enrico Piaggio comprou um terreno em Sestri Ponente (Genoa) para instalar uma madeireira. Dois anos depois, em 1884, seu filho de 20 anos de idade, Rinaldo Piaggio, fundou a Piaggio & C. A empresa inicialmente construía locomotivas e vagões de trem mas em 1917, próximo ao fim da primeira guerra mundial, Rinaldo Piaggio resolveu focar na indústria militar. Nesta empreitada, a empresa produziu barcos anti-submarinos, aviões e hidroaviões sob licenças Ansaldo, Macchi, Caproni e Dornier mas aos poucos foram desenvolvendo veículos de acordo com os desenhos do próprio Piaggio.
Entre 1937 e 1939, Piaggio bateu 21 recordes mundiais com seus aviões e motores fabricados na mais nova fábrica da empresa em Pontedera, culminando no avião de bombardeio com 4 motores “Piaggio P.108”.
Rinaldo morreu em 1938 na época em que a empresa pertencia a vários acionistas dentro da família, incluindo o empresário Attilio Odero. A administração da empresa passou para os seus filhos Enrico e Armando.
Em 1940 Piaggio fabricava trens, acessórios náuticos, motores de aeronaves, aviões, caminhões, bondes, ônibus, funiculares e janelas de alumínio. A fábrica de Pontedera foi destruída pelo bombardeio dos aliados durante a segunda guerra mundial então a produção teve que ser relocada para a região de Biella. Após a guerra, Enrico Piaggio decidiu diversificar as atividades da empresa para fora da indústria aeronáutica para focar nas necessidades da população por um meio de transporte moderno, barato e prático para os cidadãos italianos. A primeira tentativa, baseada em uma pequena motocicleta utilizada por paraquedistas, foi um modelo de moto conhecido como “MP5”  e apelidada de ”Paperino” (o nome italiano do Pato donald) por causa do seu formato peculiar. Eventualmente, Enrico Piaggio não gostou do modelo e pediu para Corradino D’Ascanio remodelá-lo.
D’Ascanio, um engenheiro aeronáutico responsável pela criação e construção do primeiro helicóptero moderno, fabricado pela Agusta, naturalmente não se interessava por motocicletas, julgando-as como desconfortáveis, massudas e pouco práticas. Quando foi requisitado a criar uma motocicleta para Ferdinando Innocenti, D’Ascanio criou uma scooter cujo piloto pudesse andar por cima, mas ele e Innocenti discordavam sobre o uso de imprensados ao invés de tubos. Innocenti eventualmente utilizaria o design original de D’Ascanio no projeto da scooter lambretta.
Piaggio pediu para D’Ascanio criar um veículo simples, robusto e barato. A motocicleta deveria ser fácil de pilotar tanto para homens quanto mulheres, ser capaz de comportar um passageiro, e não deixar as roupas do seu piloto sujas. O modelo do motor provava-se significantemente diferente do motor presente no Papperino. Com a ajuda de Mario D’Este, ele criou o primeiro projeto de Vespa, que seria fabricada na nova re-inaugurada fábrica da Piaggio na Pontedera em abril de 1946. Piaggio lançou a Vespa e em 10 anos mais de um milhão de unidades da scooter fora produzida. A língua italiana ganhou mais uma palavra, “Vespare”, que significa "ir para algum lugar de Vespa".

## Marcas e modelos

### Marcas do grupo
- Aprilia
- Derbi
- Gilera
- Ligier
- Moto Guzzi
- Piaggio
- Piaggio Aero
- Vespa
- Laverda

### Modelos Piaggio
- Vespa ET2 (50 cc) & ET4 (125 cc & 150 cc) 1996-2005
- Vespa LX50 (50 cc) LX125 (125 cc) LX150 (150 cc)
- Vespa GT125/GT200/GTS250ie
- Vespa LXV125/LXV150/GTV/GT60
- Vespa PX125/150/200
- Vespa Cosa
- Vespa PK 50/100/125
- Vespa ET3
- Vespa Primavera
- Vespa V90 & V50
- Vespa GS150/160
- Vespa SS180
- Vespa Rally 180/200
- Vespa Sprint
- Vespa Super 125/150
- Piaggio Ape
- Piaggio Porter
- Piaggio P180 Avanti
- Piaggio MP3
- Piaggio BV500
- X9 500 cc
- BV200 / BV250 / BV500
- FLY50
- FLY125
- FLY150
- Free50
- Free90
- Free125
- Typhoon (50 cc)
- Typhoon (125 cc) 1996-2000
- Sfera NSL (50 cc & 80 cc) 1991-1995
- Sfera RST (50 cc 2-Stroke & 125 cc 4-Stroke) 1995 -??
- NRG mc1-3 (50 cc) (mc standing for mark.)
- NRG Power PureJet (50 cc Fuel Inj, Water Cooling)
- NRG Power DT (Air Cooled), DD (Liquid Cooled)
- Zip (50 cc 2-Stroke cat & 125 cc 4-Stroke)
- Liberty (50 cc 2-Stroke, 125 cc & 150 cc Quattrotempi)
- Liberty S (50 cc & 125 cc)
- Skipper ST (125 cc)
- Piaggio Ciao (50 cc)
- Si (50 cc)
- Superbravo (50 cc)
- Avanti (50 cc)
- Grillo (50 cc)
- Bravo (50 cc)
- Boxer (50 cc)
- X8 (125 cc)
- X8 (250 cc)
- X8 (400 cc)
- XEvo (125 cc)
- XEvo (250 cc)
- XEvo (400 cc)
- Beverly (125 cc; 250 cc; 400 cc; 500 cc:
- Carnaby (125 cc & 200 cc)
- Free 50 (50 cc)
- Hexagon (125 cc; 150 cc; 180 cc; 250 cc)
- T (125 cc; 150 cc)
- Zip 2000 (50 cc 4-Stroke)
- Zip sp '98 (50 cc 2-Stroke, Liquid Cooled)
- Zip sp h2o (50 cc 2-Stroke, Liquid Cooled)